# Deutsche Beteiligungs AG
Die Deutsche Beteiligungs AG (kurz: DBAG) ist eine börsennotierte deutsche Beteiligungsgesellschaft mit Sitz in Frankfurt am Main. 
Sie initiiert geschlossene Private-Equity-Fonds und investiert in  mittelständische Unternehmen. Ein Schwerpunkt ist die Industrie; ein zunehmender Anteil der Eigenkapitalbeteiligungen entfällt auf Unternehmen in den Wachstumssektoren Breitband-Telekommunikation, IT-Services/Software und Healthcare. Das vom DBAG-Konzern verwaltete oder beratene Vermögen hat am 30. September 2022 2,50 Milliarden Euro betragen.

## Geschichte
Das Unternehmen wurde 1965 als Deutsche Beteiligungsgesellschaft mbH gegründet und ist damit nach eigenen Angaben das älteste Unternehmen der Private-Equity-Branche in Deutschland. Die Gründung der Deutschen Beteiligungs AG erfolgte im Jahr 1984 durch die Deutsche Bank und die Schmidtbank aus Hof (Saale) und wurde von der Deutschen Beteiligungsgesellschaft mbH betreut. 1985 ging die Deutsche Beteiligungs AG an die Börse.

## Aktionärsstruktur
(Stand: 28. Juni 2024)
| %          | Anteilseigner                            |
| ---------- | ---------------------------------------- |
| 28,61      | Rossmann Beteiligungs GmbH               |
| 10,0000043 | Ricardo Portabella Peralta - Anpora S.A. |
| ca. 61     | Streubesitz                              |

## Beteiligungen
Zum Portfolio der Deutschen Beteiligungs AG zählen die folgenden Unternehmen (Stand: April 2021):
| Unternehmen                                        | Branche                        | Kerntätigkeit                                                                            | Art der Beteiligung      | Zeitraum der Beteiligung                                           |
| -------------------------------------------------- | ------------------------------ | ---------------------------------------------------------------------------------------- | ------------------------ | ------------------------------------------------------------------ |
| blikk Holding GmbH                                 | Healthcare                     | Radiologie und Nuklearmedizin                                                            | MBO                      | 2019 – 2021                                                        |
| BTV Multimedia GmbH                                | Breitband-Telekommunikation    | Ausrüster und Dienstleister in der Breitbandkommunikation                                | MBO                      | 2018 – 2023                                                        |
| Cartonplast Holding GmbH                           | Industriedienstleistungen      | Pool-System für wiederverwendbare Kunststoff-Zwischenlagen                               | MBO                      | 2019 – heute                                                       |
| Cloudflight GmbH                                   | IT-Services/Software           | Beratung, Software-Entwicklung und Cloud-Betrieb                                         | MBO                      | 2019 – 2022 (Teilverkauf)                                          |
| congatec Group GmbH                                | IT-Services/Software           | Computermodule                                                                           | MBO                      | 2020 – heute                                                       |
| Deutsche Giga Access GmbH                          | Breitband-Telekommunikation    | Breitbandkommunikation                                                                   | MBO                      | 2020 – heute                                                       |
| DING-Gruppe                                        | Breitband-Telekommunikation    | Generalunternehmer für FTTH-Glasfaser-Infrastrukturen, Inhaus-Netze und Medienversorgung | MBO                      | 2019 – heute (Merger mit vitronet)                                 |
| Braun Connectivity Solutions                       | Automobilzulieferer            | Kabelkonfektion und Beleuchtungstechnik für die Automobilindustrie                       | MBO                      | 2017 – heute                                                       |
| DNS:Net Internet Service GmbH                      | Breitband-Telekommunikation    | Telekommunikations- und IT-Dienstleistungen                                              | Wachstumsfinanzierung    | 2013 – 2021                                                        |
| duagon Holding AG                                  | Industrielle Komponenten       | Elektronik für Eisenbahn- und Medizintechnik sowie Automatisierungsanwendungen           | MBO                      | 2017 – heute                                                       |
| Frimo Group GmbH                                   | Maschinen- und Anlagenbau      | Werkzeuge und Maschinen für Kunststoffbauteile von Autos                                 | MBO                      | 2016 – 2023 Insolvenz                                              |
| Gienanth Group                                     | Industrielle Komponenten       | Maschinen- und Handformguss für die Automobilzulieferindustrie                           | MBO                      | 2015 – 2023 Insolvenz                                              |
| Hausheld AG                                        | Industriedienstleistungen      | Entwicklung von intelligenten Zählerlösungen für Stromnetzwerke                          | Wachstumsfinanzierung    | 2020 – 2024                                                        |
| Heytex Bramsche GmbH                               | Industrielle Komponenten       | Produktion textiler Druckmedien und technischer Textilien                                | MBO                      | 2015 – 2023                                                        |
| JCK Holding GmbH Textil KG                         | Konsumgüter                    | Textilhandel                                                                             | Wachstumsfinanzierung    | 1992 – heute                                                       |
| Karl Eugen Fischer GmbH                            | Maschinen- und Anlagenbau      | Maschinenbau für die Reifenindustrie                                                     | MBO                      | 2018 – heute                                                       |
| Kraft & Bauer Holding GmbH                         | Maschinen- und Anlagenbau      | Brandschutzsysteme für Werkzeugmaschinen                                                 | MBO                      | 2018 – heute                                                       |
| mageba AG                                          | Industrielle Komponenten       | Produkte und Dienstleistungen für den Hoch- und Infrastrukturbau                         | Wachstumsfinanzierung    | 2016 – heute                                                       |
| More than Meals Europe S.à r.l. (mit Abbelen GmbH) | Konsumgüter                    | Gekühlte Fertiggerichte                                                                  | MBO                      | 2017 – 2024 (Verkauf von Abbelen)                                  |
| Firian (vormals Multimon AG)                       | Industriedienstleistungen      | Brandschutzsysteme                                                                       | MBO                      | 2020 – heute                                                       |
| netzkontor nord GmbH                               | Breitband-Telekommunikation    | Planung und Konzeption von Glasfasernetzen                                               | MBO                      | 2018 – heute                                                       |
| Oechsler AG                                        | Automobilzulieferer            | Kunststofftechnik für die Automobilindustrie                                             | Wachstumsfinanzierung    | 2015 – heute                                                       |
| operasan GmbH                                      | Healthcare                     | Nephrologie und Dialyse                                                                  | MBO                      | 2021 – heute                                                       |
| Pfaudler International S.à r.l.                    | Maschinen- und Anlagenbau      | Maschinenbauunternehmen für die Prozessindustrie                                         | MBO                      | 2014 – 2023                                                        |
| PMFlex (vormals: PM Plastic Materials s.r.l.)      | Industrielle Komponenten       | Produktion und Vermarktung von Kabelschutzrohren für elektrische Leitungen               | MBO                      | 2020 – 2023                                                        |
| Polytech Health & Aesthetics GmbH                  | Healthcare                     | Silikonimplantate                                                                        | MBO                      | 2016 – heute                                                       |
| Sero GmbH                                          | Industrielle Komponenten       | Entwicklungs- und Fertigungsdienstleister für elektronische Komponenten                  | MBO                      | 2018 – heute                                                       |
| Silbitz Group                                      | Industrielle Komponenten       | Handformguss und automatisierter Maschinenformguss                                       | MBO                      | 2015 – heute                                                       |
| Sjølund A/S                                        | Industrielle Komponenten       | Komponenten aus gebogenem Aluminium und Stahl                                            | MBO                      | 2018 – 2022                                                        |
| Solvares Group                                     | IT-Services/Software           | Software zur Ressourcenplanung und Tourenplanung                                         | MBO                      | 2018 – 2024 (Beteiligungen aufgegangen in einem Continuation Fund) |
| in-tech                                            | IT-Services/Software           | Technologieunternehmen mit Schwerpunkt auf Softwareentwicklung, -tests und -validierung  | MBO                      | 2022 – 2024                                                        |
| Telio Management GmbH                              | Sonstiges                      | Kommunikations- und Mediensysteme für den Justizvollzug                                  | MBO                      | 2016 – heute                                                       |
| vitronet GmbH                                      | Breitband-Telekommunikation    | Errichtung von Glasfasernetzen                                                           | MBO                      | 2017 – heute                                                       |
| von Poll Immobilien GmbH                           | Dienstleistungen               | Maklerunternehmen                                                                        | MBO                      | 2018 – heute                                                       |
| UNITY                                              | Dienstleistungen               | Managementberatung für Innovation und Transformation                                     | MBO                      | 2024 – heute                                                       |
| TBD Technische Bau Dienstleistungen                | Infrastruktur                  | Dienstleister zur Errichtung kritischer Infrastruktur für erneuerbare Energien           | MBO                      | 2023 – heute                                                       |
| ProMik                                             | Dienstleistungen               | Programmier- und Testlösungen im Bereich der Elektronikfertigung                         | MBO                      | 2023 – heute                                                       |
| MTWH (Metalworks Holding)                          | Dienstleistungen               | Hersteller von Metallapplikationen für die Luxusgüter-Industrie                          | MBO                      | 2022 – heute                                                       |
| Itelyum                                            | Dienstleistungen               | Recycling komplexer Industrieabfälle                                                     | Minderheit               | 2021 – heute                                                       |
| Green Datahub                                      | Dienstleistungen               | Datenzentrum                                                                             | Langfristige Beteiligung | 2022 – heute                                                       |
| Great Lengths                                      | Dienstleistungen               | Premium Haar-Extensions                                                                  | MBO                      | 2024 – heute                                                       |
| freiheit.com                                       | Dienstleistungen               | Software Engineering                                                                     | MBO                      | 2022 – heute                                                       |
| evidia                                             | IndustryTech                   | Radiologie und Nuklearmedizin                                                            | MBO                      | 2019 – heute                                                       |
| Avrio Energie                                      | Umwelt, Energie, Infrastruktur | Biogas-Plattform                                                                         | MBO                      | 2023 – heute                                                       |
| AOE                                                | Dienstleistungen               | Agile Softwareentwicklung                                                                | MBO                      | 2023 – heute                                                       |
| akquinet                                           | Dienstleistungen               | IT-Dienstleistungen                                                                      | MBO                      | 2022 – heute                                                       |
|                                                    |                                |                                                                                          |                          |                                                                    |
|                                                    |                                |                                                                                          |                          |                                                                    |

Ehemalige Beteiligungen
- Clyde Bergemann Power Group: Im April 2016 wurde die Veräußerung der 55,6-prozentigen Beteiligung an dem Kraftwerksausrüster berichtet.[6]
- Broetje-Automation: Mitte August 2016 wurde die Veräußerung des im März 2012 erworbenen Luft- und Raumfahrtzulieferer an Shanghai Electric bekannt.[7]
- Schülerhilfe GmbH, Gelsenkirchen (2017 an Oakley Capital veräußert)[8]
- Formel D: Im Mai 2017 wird die Beteiligung an den Finanzinvestor 3i veräußert.[9]
- Romaco Group: Im Frühjahr 2017 wird die Beteiligung an die Truking-Gruppe, einen chinesischen Maschinenbauer, veräußert.[10]
- FDG-Gruppe: Im Frühjahr 2017 wird die Beteiligung an einen französischen Finanzinvestor veräußert.[11]
- Grohmann Engineering: Im November 2016 wird der Maschinenbauer für Elektromobilität an Tesla Motors veräußert.[12]
- Spheros-Gruppe: Im Dezember 2015 wird die Beteiligung an den französischen Automobilzulieferer Valeo veräußert.[13]
- Homag Group: Im Juli 2014 wird die Beteiligung an die Dürr AG veräußert.[14]
- Dörries Scharmann Technologie: Wurde im Jahr 1998 als DS Technologie zu 80 % von der DBAG übernommen, die Anteile wurden 2007 an den österreichischen Konzern A-Tec Industries veräußert.